# Umberto Tozzi
Umberto Antonio Tozzi (født 4. marts 1952) er en italiensk pop/rock sanger og sangskriver fra Torino
Han har solgt over 32 millioner albums. Hans mest kendte sange er "Ti Amo", "Tu" og "Gloria". "Ti Amo" bliver bl.a. brugt i spillefilmsudgaven af Asterix og Kleopatra, Asterix & Obelix 2: Mission Kleopatra.
Han har en bror, der også er sanger

## Diskografi
- Donna amante mia (1976)
- È nell'aria ... ti amo (1977)
- Tu (1978)
- Gloria (1979)
- Tozzi (1980)
- In concerto (1980 – Live)
- Notte rosa (1981)
- Eva (1982)
- Hurrah (1984)
- Minuti di un'eternità (1987 – Greatest hits)
- Invisibile (1987)
- The Royal Albert Hall (1988 – Live)
- Gli altri siamo noi (1991)
- Le mie canzoni (1991 – Greatest hits)
- Equivocando (1994)
- Il grido (1996)
- Aria e cielo (1997)
- Bagaglio a mano (1999 – Greatest hits)
- Un'altra vita (2000)
- The best of (2002 – Greatest hits)
- Le parole (2005)
- Heterogene (2006)
- Tozzi Masini (2006)
- Non Solo Live (2009)
- Superstar (2009)